# 埃斯科里亚尔修道院
埃斯科里亚尔修道院（西班牙語：Monasterio de El Escorial，全称，“埃斯科里亚尔圣老楞佐王家修道院”），位于西班牙马德里市西北约50公里处的瓜达拉马山南坡。该建筑名为修道院，实为修道院、宫殿、陵墓、教堂、图书馆、慈善堂、神学院、学校八位一体的庞大建筑群，气势磅礴，雄伟壮观，并珍藏欧洲各艺术大师的名作，有“世界第八大奇迹”之称。

## 历史沿革

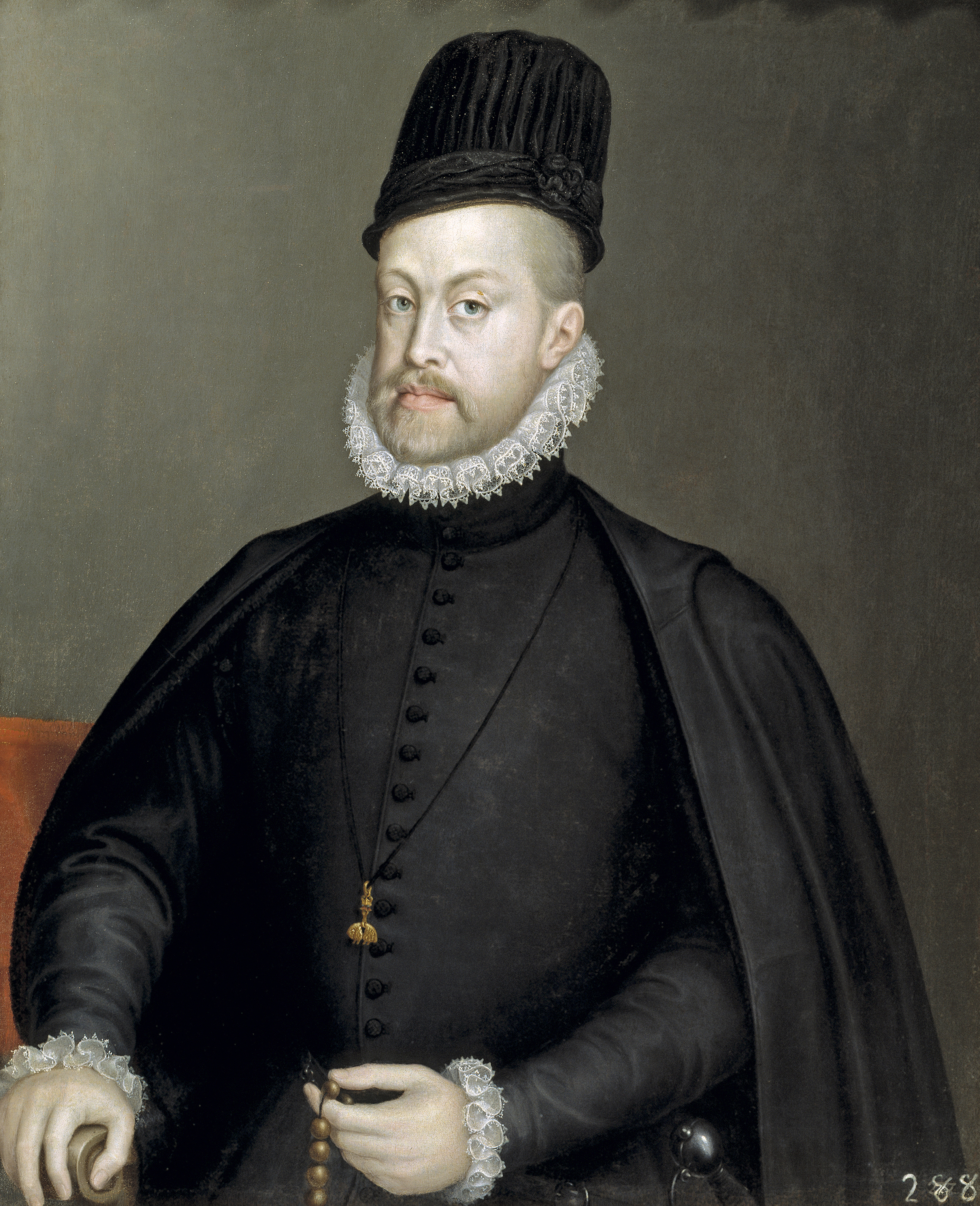
菲利普二世常年居住在埃斯科里亚尔修道院并处理国家政务。

该修道院由西班牙国王菲利普二世下令修建，于1563年动工，1584年竣工，历时21年。整个建筑平面呈长方形，长207米，宽161米。修道院被一座用灰色花岗岩建成的4层楼房所环绕。长方形的四角上，各耸立了一座55米高、尖顶上竖立着一个金属球体的7层角楼。据说这种灰色长方体的整体外观，不仅增加了庄严肃穆之感，而且还有纪念基督教徒圣老楞佐的象征意义。因为当年基督教徒是被罗马皇帝装入一个灰色长方形铁罐，用熊熊的炭火活活燒死的。

## 概况
修道院是一个封闭而整齐的巨大建筑群体，长方形建筑群体的4个正面墙上共有2600扇窗户，内有15个回廊、16个庭院、88个喷泉、6座阶梯、1200扇门以及9座塔楼。正门上方立着羅馬的聖老楞佐的雕像，其脸部和手部都用白色大理石雕成。
教堂是该修道院内的主体建筑，位于整个建筑群的中央，是一座50米边长的方形建筑。屋顶上方耸立着一个直径为19米的圆形塔楼，塔楼圆形的屋顶上还有高高的尖顶。全塔总高为92米，是修道院建筑群中的最高点。与此高耸的圆形屋顶相呼应的是左右两侧的两座72米高、带有圆形屋顶的方柱形钟楼。教堂内部十字交叉的圆形穹窿顶架由4根粗大的柱子支撑。另有8根较细的柱子分别支撑着24个拱顶支架。圆形穹窿的天花板上有各种反映圣母和耶稣宗教生活的壁画。地面是用灰白两色相间的大理石铺砌。
教堂内最大的祭坛有15米宽，26米高，祭坛分4层，分别用碧玉、缟玛瑙或红大理石的柱支撑。4层搁板上共有15座铜制雕像，最高一层是基督和圣母的雕像，旁边是圣彼德和圣保罗的雕像。在大祭坛的两侧有两组铜铸雕像群，这是意大利米兰的艺术家们创作的艺术精品，一组是卡洛斯五世国王和他家人的雕像，另一组是菲利普二世国王与他的3位妻子和一个儿子的雕像。祭坛周围挂满了著名绘画大师绘制的圣像、宗教画或各种精美的雕饰。主座堂的楼底下是先王祠，那里埋葬了从16世纪中期至20世纪初期（即从卡洛斯五世到阿方索十三世）大多数国王的遗骨。教堂南面有国王行宫，最引人注目的菲利普二世的房间里有16世纪的陈设和国王的个人物品。查理四世的宫殿里有西班牙宫廷画家戈雅设计的挂毯等名贵工艺美术品。教堂北面的修士大厅和祭衣间里藏有佛兰德斯画家范·德·韦伊登的《耶稣钉死在十字架上》以及名家大师的珍品。图书馆中藏有4000份手稿和4万册书籍，其中有些为稀世珍本。最古老的一本是1500年前的拉丁文《圣经》手抄本，最珍贵的一册为用金纸刻字贴成的金书，重50公斤。
1984年被列为世界文化遗产。

## 图集

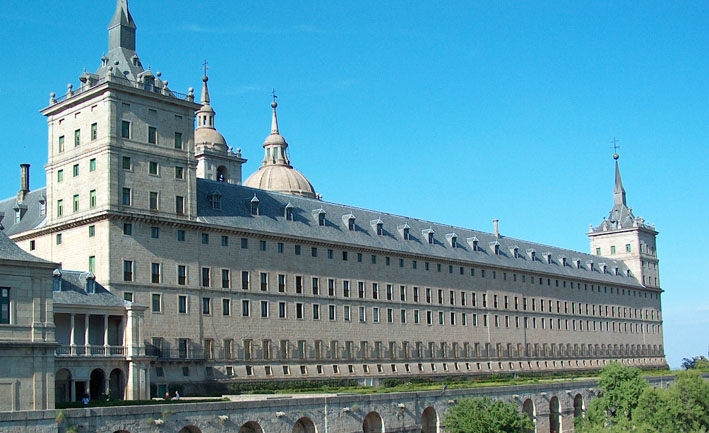
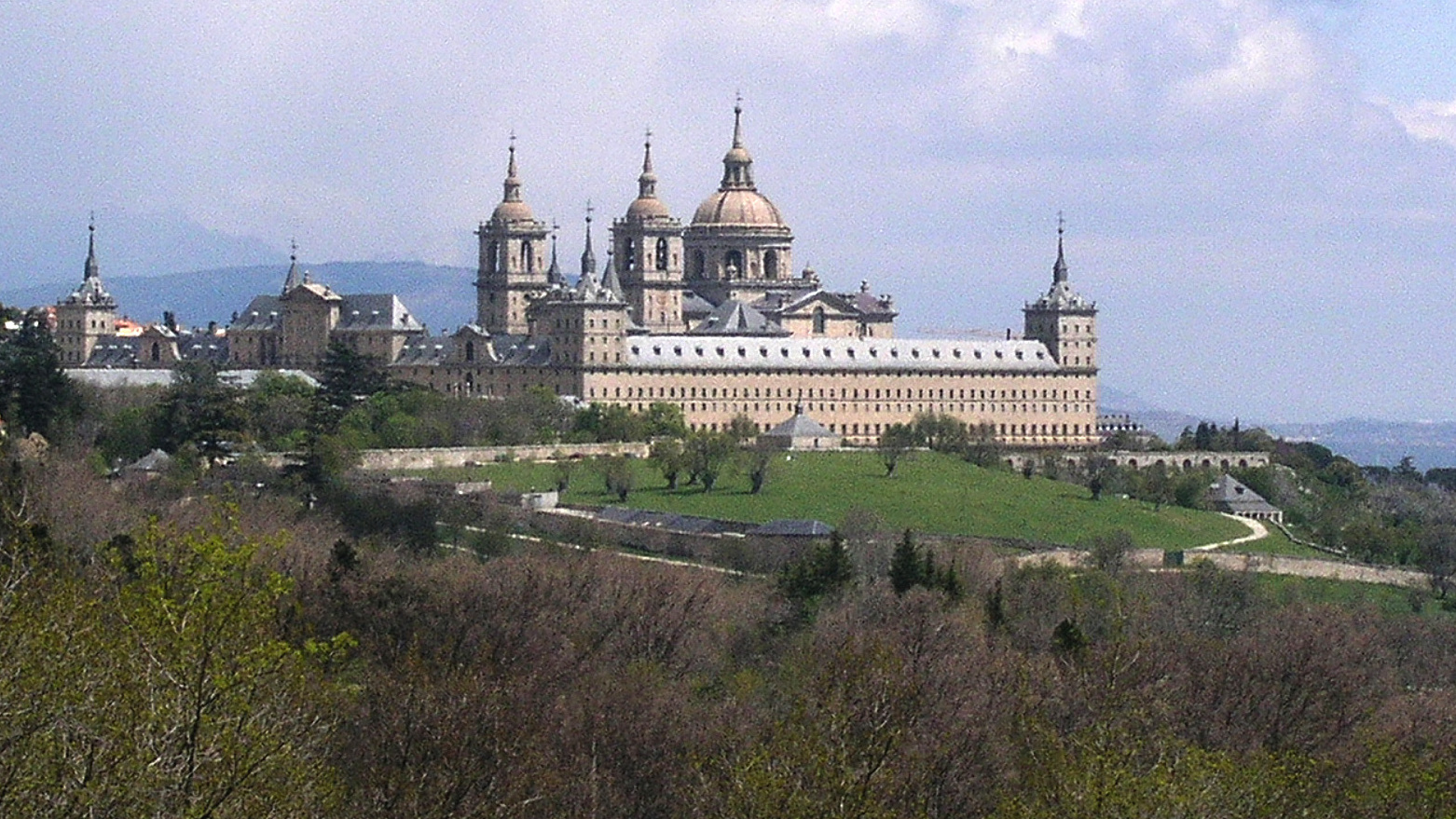
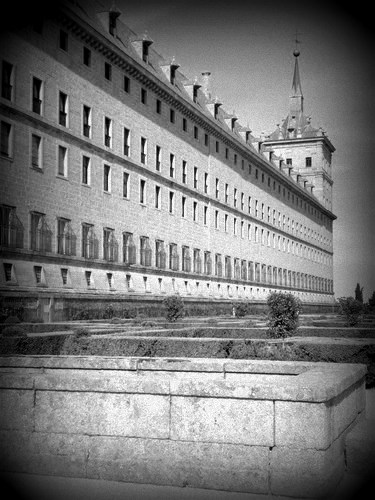
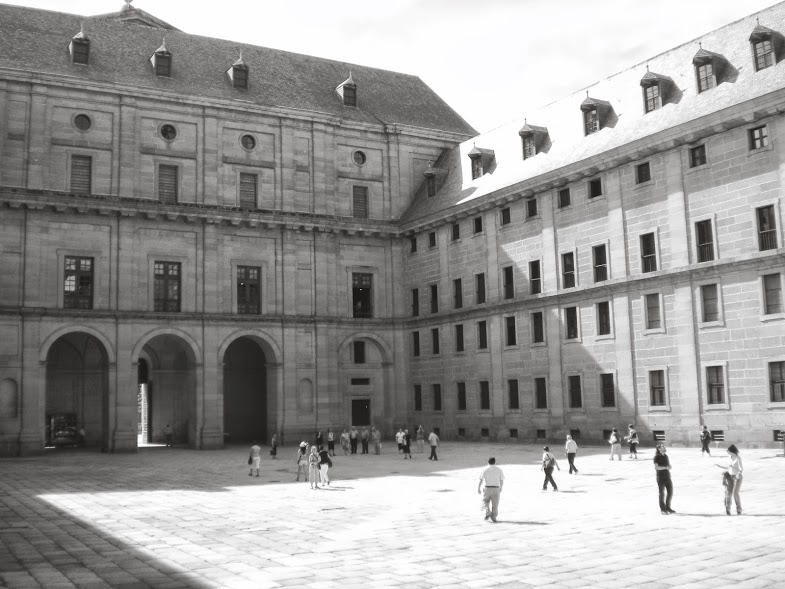
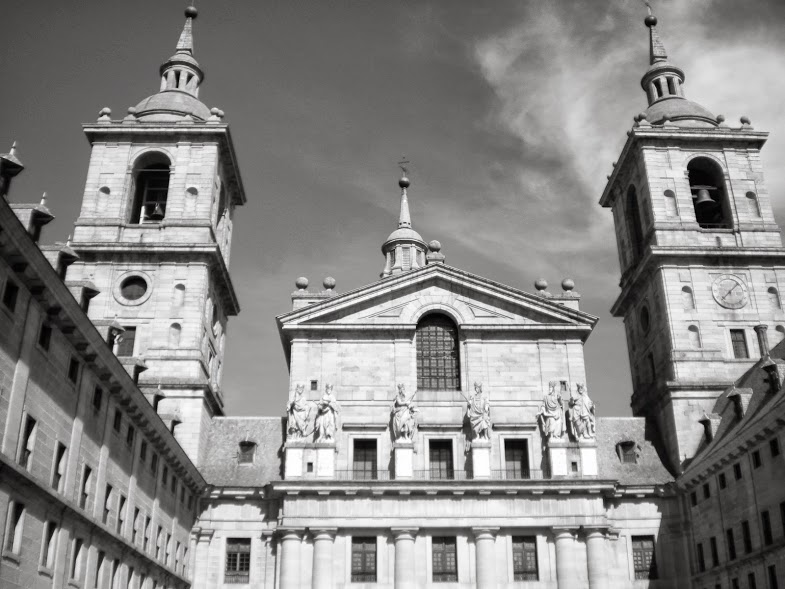
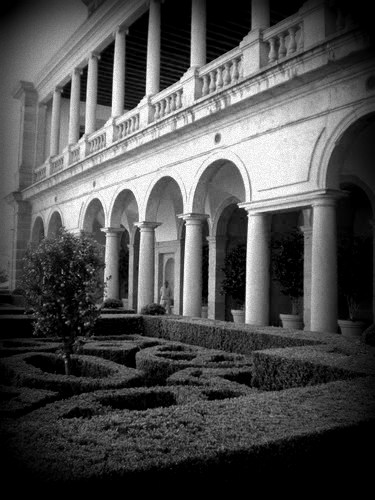
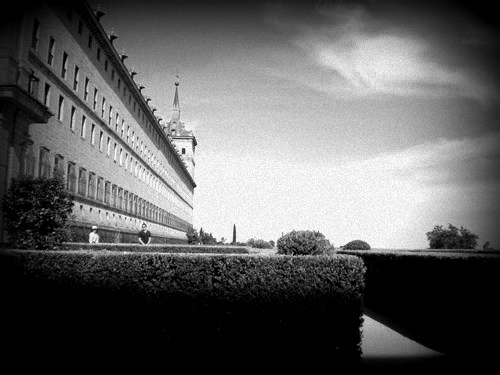
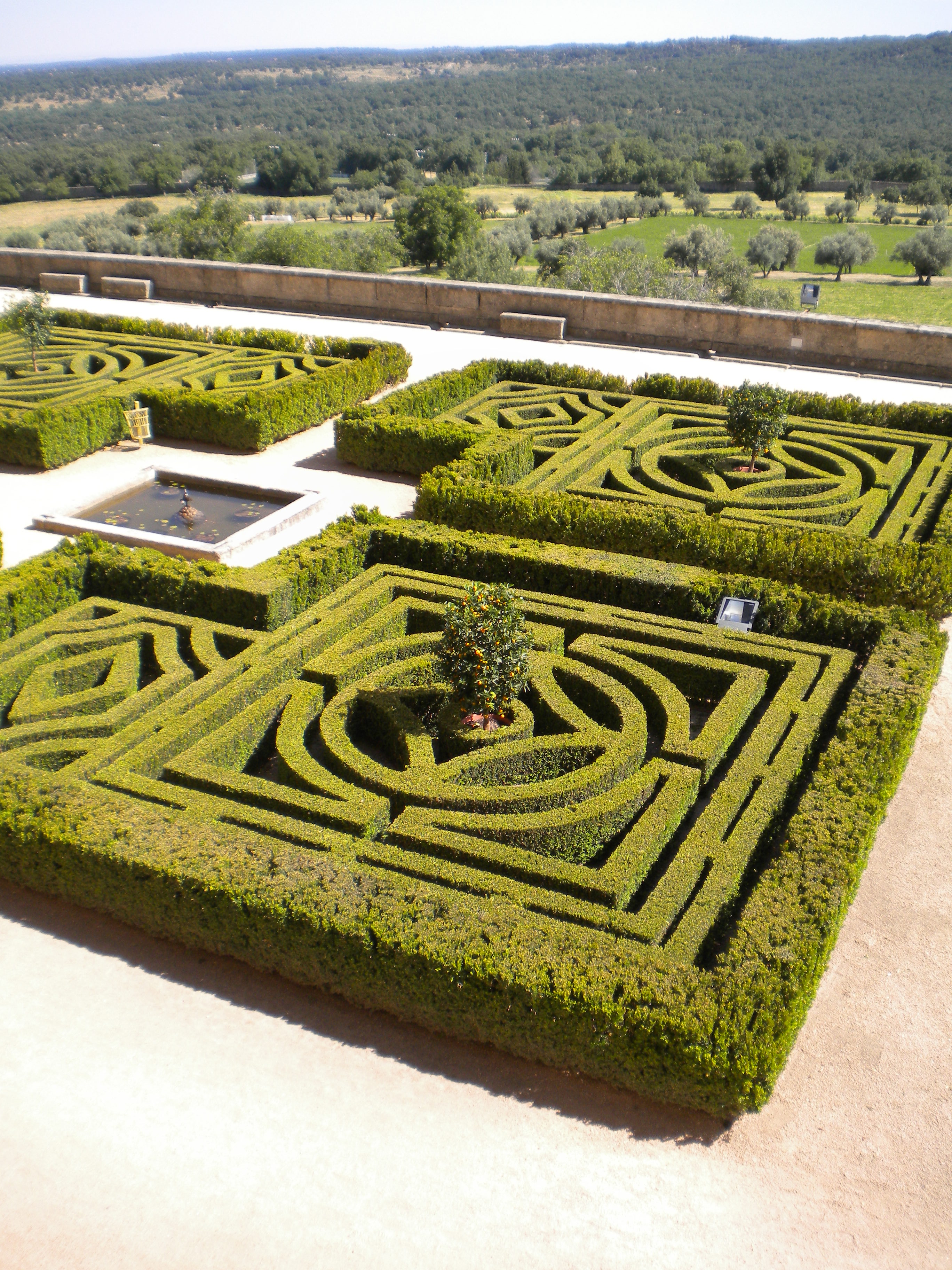
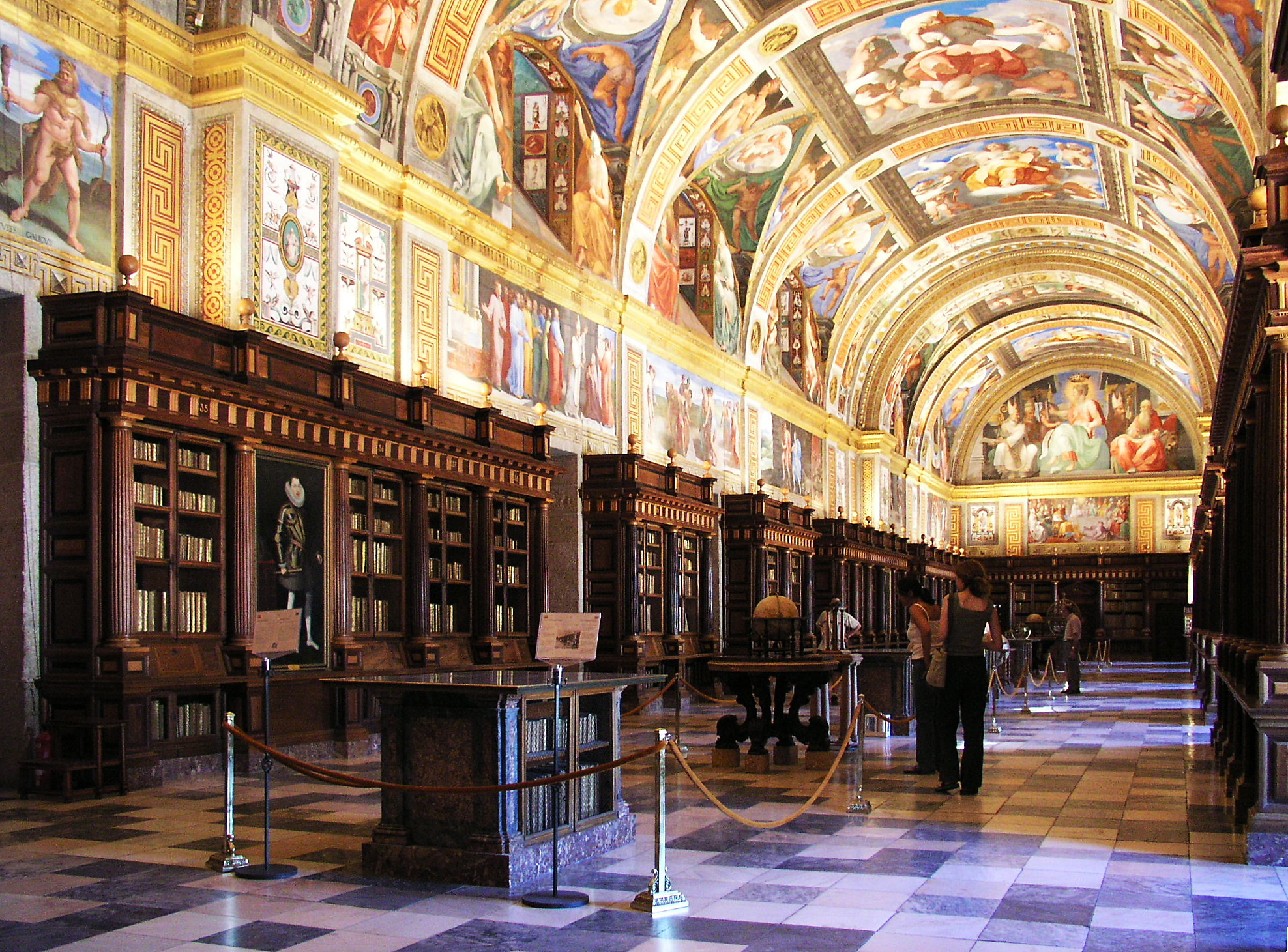
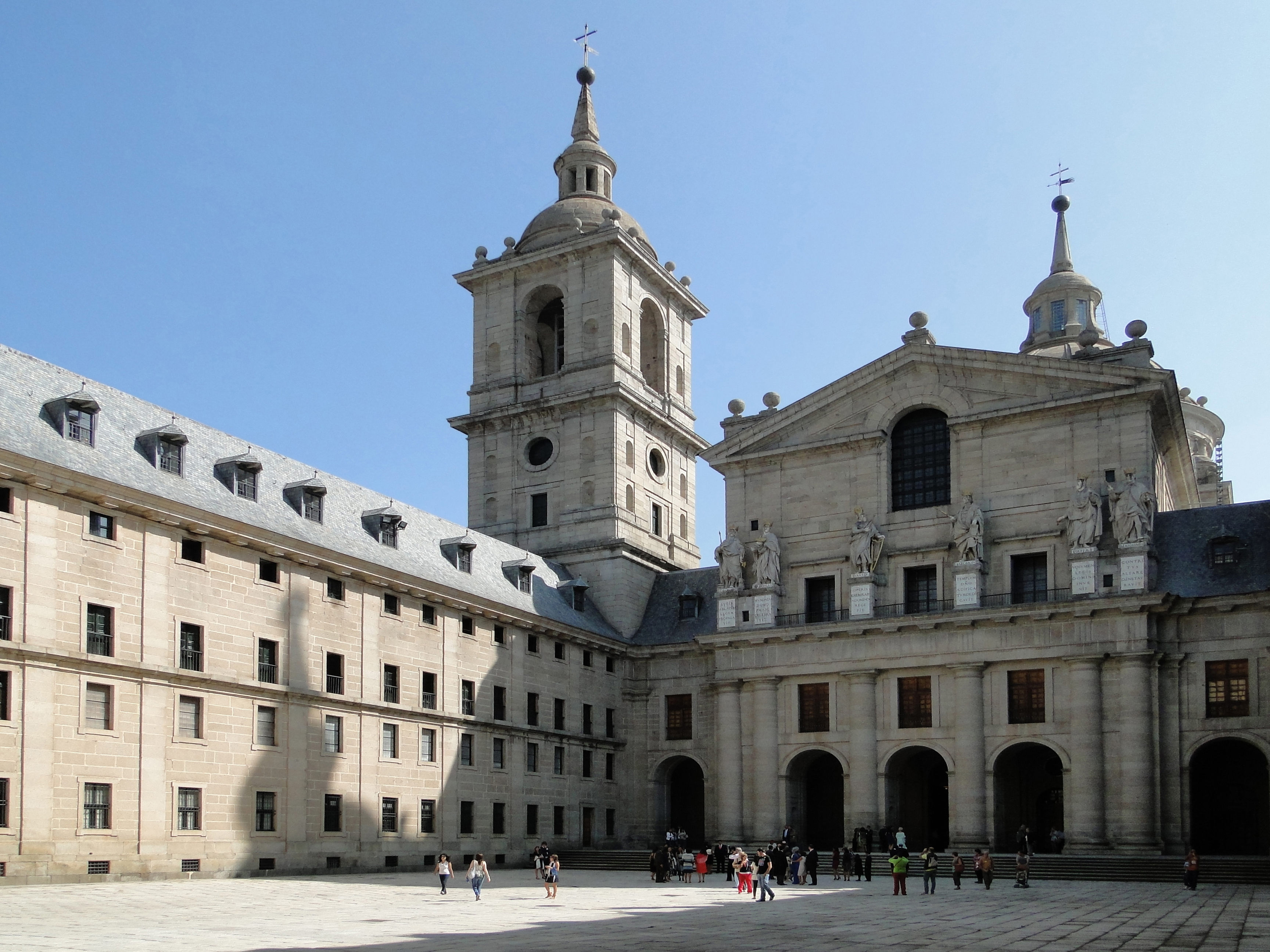
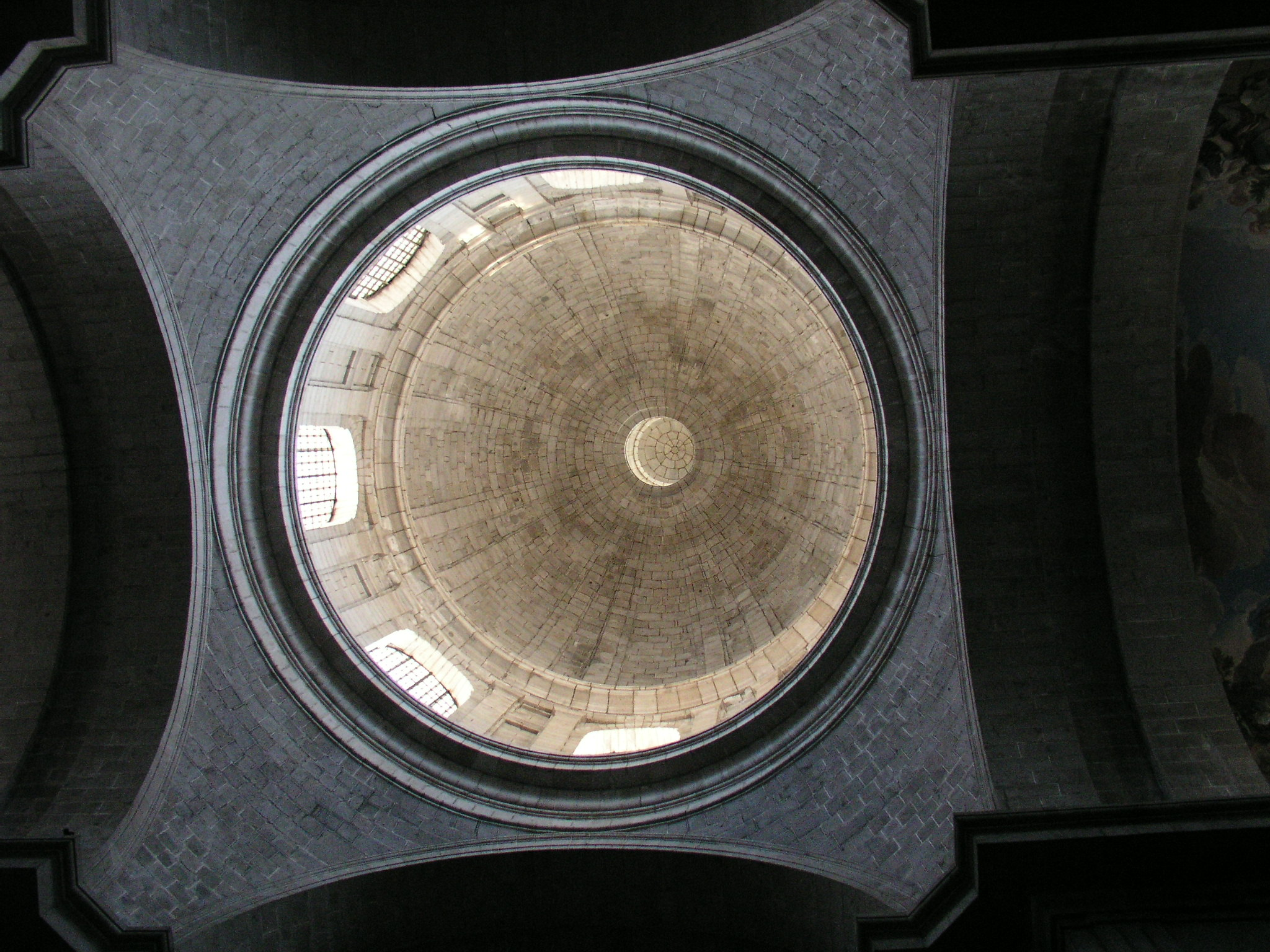
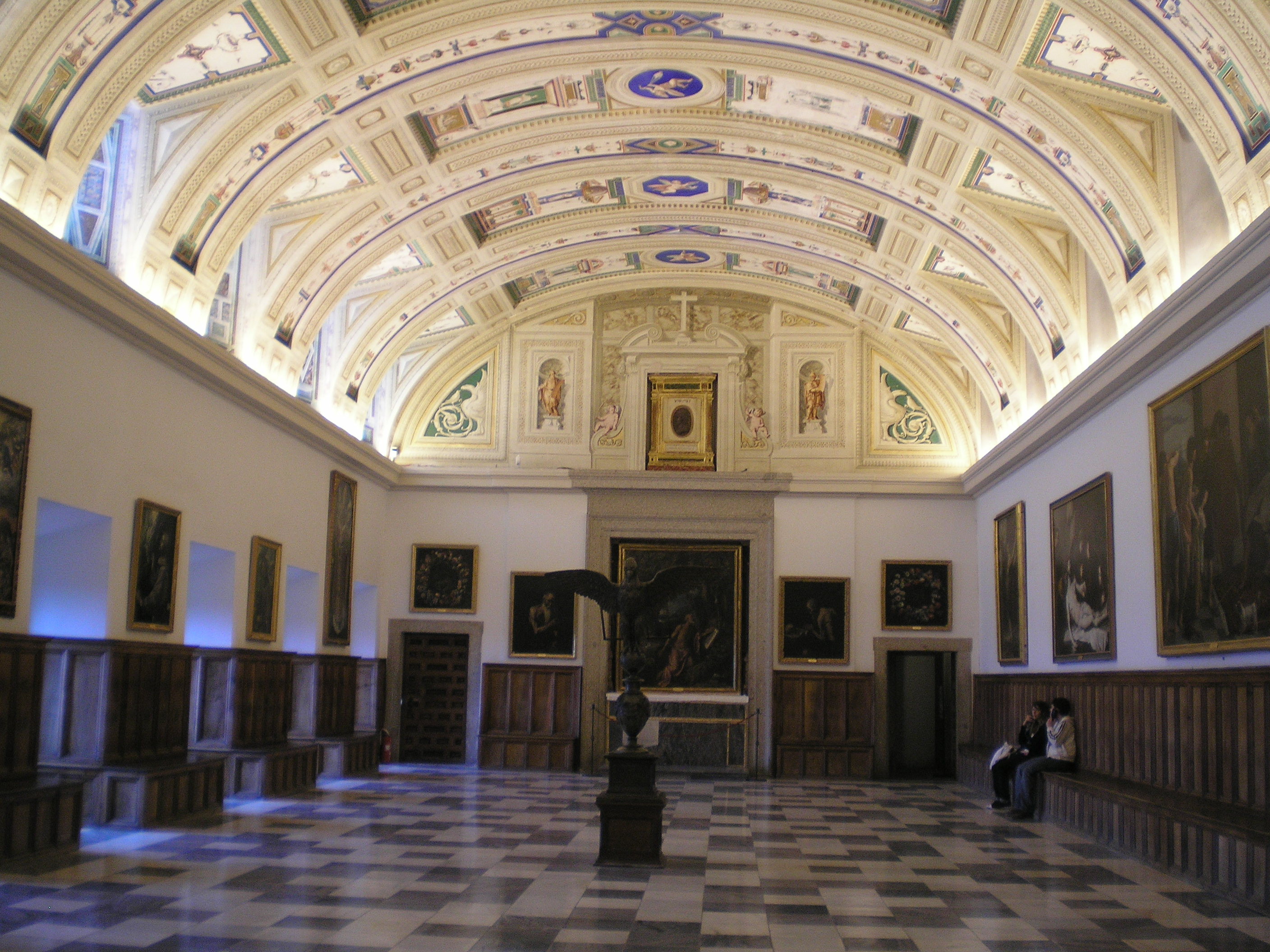